# Elisabeth Schroedter
Elisabeth Schroedter (ur. 11 marca 1959 w Dreźnie) – niemiecka polityk, posłanka do Parlamentu Europejskiego IV, V, VI i VII kadencji.

## Życiorys
W 1992 uzyskała kwalifikacje pedagogiczne. Pracowała jako asystentka w laboratorium medycznym, pielęgniarka środowiskowa, była zatrudniona w opiece społecznej i jako urzędnik administracji regionalnej. Na początku lat 90. prowadziła własną działalność gospodarczą.
Działalność polityczną rozpoczęła w opozycji demokratycznej w NRD. W 1989 zaangażowała się w Neues Forum, pierwszą niekomunistyczną partię w NRD. W 1990 współtworzyła Partię Zielonych NRD (Die Grünen der DDR), która w grudniu 1990 zjednoczyła się z zachodnioniemieckim ugrupowaniem partią Zielonych.
W wyborach w 1994 została po raz pierwszy deputowaną do Parlamentu Europejskiego. Reelekcję uzyskiwała w 1999, 2004 i 2009. Przystąpiła do grupy Zielonych i Wolnego Sojuszu Europejskiego. W VII kadencji objęła funkcję wiceprzewodniczącej Komisji Zatrudnienia i Spraw Socjalnych. Podejmowała działania na rzecz praw człowieka na Białorusi. W 2008 w trakcie europarlamentarnej debaty o polskich stoczniach zajęła stanowisko krytyczne wobec decyzji Komisji Europejskiej dotyczącej pomocy publicznej dla stoczni w Gdańsku, Gdyni i Szczecinie.
W 2002 została odznaczona Orderem Zasługi Republiki Federalnej Niemiec.